# 馬利奧·蘭沙

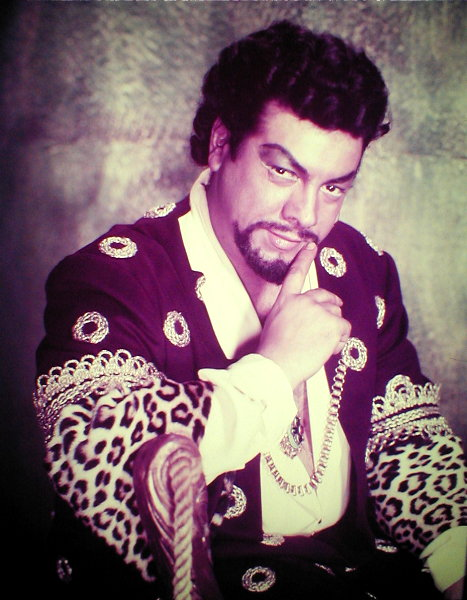
馬利奧·蘭沙

馬利奧·蘭沙 （Mario Lanza，1921年1月31日—1959年10月7日），著名美籍男高音歌唱家、演員，義大利人，1940年代末到1950年代的當紅荷里活影星。馬利奧在16歲時，立志成為一名職業歌手。他的本名叫阿爾弗雷德·阿諾德·科克薩（Alfred Arnold Cocozza）。1942年7月到8月間，他於麻薩諸塞州坦格活德城市中的伯克希爾音樂節時，改名為馬利奧·蘭沙 ，其中蘭沙來自於他的母親瑪麗亞·蘭沙的姓氏。
1947年，馬利奧正式進入好萊塢露天劇場，並且與米高梅的老闆路易·B·梅耶簽訂一份為期七年的合同，當時路易·B·梅耶看見馬利奧的表現，對他的歌聲留下深刻的印象。此前，馬利奧僅公開演唱過兩場歌劇的演出。1948年，他在紐奧良演出歌劇《蝴蝶夫人》，劇中他飾演男主角平克頓的角色。
1949年，馬利奧演出了他的電影處女座《熱吻傾城》（That Midnight Kiss），與凯瑟琳·格雷森分別擔任此片的男女主角。1950年，馬利奧馬上又擔任電影《彩鳳朝陽》（The Toast of New Orleans）的男主角。其中他在片中演唱的主打歌「Be My Love」，變成了他的成名曲，這首金曲，讓他的唱片首次得到銷售量破百萬的紀錄。1951年，馬利奧扮演了他的偶像─男高音恩里科·卡羅素（Enrico Caruso），出演了傳記電影《一代歌王卡羅素》，片中那首「The Loveliest Night of the Year」（這首歌曲使用了「Sobre las Olas」的旋律），又幫他的唱片創下第二次銷售百萬的紀錄，而《一代歌王卡羅素》也是同年最賣座的電影。
馬利奧演出的下一部電影，《金縷情歌》（Because You're Mine），其中與電影同名的主打歌「Because You're Mine」，更讓馬利奧的唱片創下第三次百萬銷售的紀錄，但這也是最後一次，這首歌於1952年被奧斯卡金像獎提名為最佳原創音樂獎。當他錄製好電影《學生王子》（The Student Prince）的幕後配音時，在片廠中，馬利奧與片廠負責人多爾·沙里（Dore Schary）起了激烈的爭執，只因馬利奧與該片導演柯蒂斯·伯恩哈特（Curtis Bernhardt）在藝術觀點上產生了意見分歧，最終的結果是馬利奧被米高梅解雇。
馬利奧的個性是出了名的「桀驁不馴、不屈不撓與雄心勃勃」的。在他的電影生涯中，大部分的時間他暴飲暴食以及酗酒，深深影響到他的身體健康，更影響他與導演、製片的人際關係，甚至是其他劇組的演員。好萊塢的女專欄作家赫達·霍珀（Hedda Hopper）曾寫道：「他（馬利奧·蘭沙）的笑容，和他的聲音一樣大，那是和虎獸相匹配的，是不可能靠後天訓練出來的。」她又補充道：「他是『最後一個偉大的浪漫表演者』。」在《學生王子》之後，他又接連拍了三部電影。1959年，馬利奧因為患有肺栓塞而逝世，年僅38歲，儘管馬利奧已逝世，但他仍然是「世界上最著名的男高音」。作家愛蓮·基梅爾（Eleonora Kimmel）形容蘭沙如同「流星瞬間閃爍的光芒」。

## 早年
阿爾弗雷德·阿諾德·科克薩（蘭沙的本名）出生在美國賓夕法尼亞州的費城，他的雙親皆是義大利人，父母分別出自於義大利的莫利塞區和阿布魯佐區，父親叫安東尼奧·科克薩，母親叫瑪麗亞·蘭沙，他能接觸到古典歌唱皆是來自於雙親的興趣。16歲那年他的聲樂技巧逐漸成熟。於是科克薩開始在費城當地基督教青年會的歌劇團中製作歌劇作品，那時他只有十多歲。之後，科克薩長期關注（1924－1949）波士頓交響樂團的首席指揮謝爾蓋·高塞夫維斯基（Serge Koussevitzky）。1942年，年輕的科克薩得到一筆獎學金得以進入位在馬薩諸塞州坦格伍德的伯克希爾音樂中心。據說，當時高塞夫維斯基後來對他說：「你這是百年難得一見的聲音。」

## 歌劇生涯
科克薩的歌劇首演，是在1942年8月7日在坦格伍德的伯克希爾音樂節那日，演出奧托·尼古拉的作品《溫莎的風流娘兒們》，劇中科克薩飾演芬頓（Fenton）一角。這段期間他向指揮家保利斯·戈多夫斯基（Boris Goldovsky）與雷納德·伯恩斯坦（Leonard Bernstein）學習。之後，科克薩替自己取了馬利奧·蘭沙的藝名，蘭沙是根據他的母姓，同時藝名也跟母親瑪麗亞·蘭沙的名字相近。
蘭沙的表演替他在坦格伍德贏得了無數的好評，被認為與同時期被《紐約時報》稱讚且年僅21歲的諾埃爾·斯特勞斯（Noel Straus）不相上下，而蘭沙的特色是熱情且有力量的。當時赫伯特·格拉夫（Herbert Graf）隨後在同年的10月5日寫了一篇歌劇報導，評論蘭沙說：「這一段時期沒有浪費，因為找到了蘭沙，以他的實力，要被邀請加入大都會歌劇院，是沒有任何困難的。」蘭沙在坦格伍德共唱了尼古拉佐品的芬頓（Fenton）一角兩次，除此之外，蘭沙還有一次表演了普契尼的歌劇波希米亞人之第三幕，這次表演他與墨西哥女高音厄瑪·岡薩雷斯（Irma González）、男中音詹姆斯·皮斯（James Pease）與女中音勞拉·卡斯特拉諾（Laura Castellano）共同演出。音樂評論家傑伊·C·羅森菲爾德在1942年8月9日的《紐約時報》上對這次表演評論說：「由厄瑪·岡薩雷斯飾演的咪咪（Mimì）與馬利奧·蘭沙飾演的魯道夫（Rodolfo），他們聲音的美感很惹人注目，那是既有辨識度又很生動的。」2008年，昔日與蘭沙同台演出的女高音岡薩雷斯在去世不久前曾回憶說：「蘭沙的聲音是非常恰當的，讓人不禁愛上，那是種強大且又美麗的聲音。」
然而蘭沙的歌劇生涯卻被第二次世界大戰給中斷了，因為蘭沙被徵調入美國陸軍航空隊的特別服務組。戰爭期間，蘭沙表演了軍中節目《航道上》（On the Beam）與《翼的勝利》（Winged Victory）。後來蘭沙也有出演《翼的勝利》的電影版（僅演出一個合唱團團員）。1945年9月，蘭沙回歸了他的歌劇生涯，加入了大西洋城的NBC交響樂團，給指揮家彼得·赫爾曼·阿德勒（Peter Herman Adler）帶領，此人隨後成為他的良師益友。接下來一個月，他出現在CBS廣播台的直播音樂節目重大時刻（Great Moments），取代了男高音歌唱家揚·皮爾斯（Jan Peerce）的位置，四個月內他登場了六次，節目中他唱了各式各樣歌劇的精華片段以及其他的作品。
之後蘭沙向恩里科·羅薩蒂（Enrico Rosati）學習了15個月，於1947年7月至1948年5月期間，與男低音喬治·倫頓（George London）跟女高音弗朗西絲·耶德（Frances Yeend）在美國、加拿大與墨西哥等地巡迴演唱了86場表演。在《芝加哥論壇報》回顧了對蘭沙那次於1947年7月巡迴演唱的第二場，地點在芝加哥的格蘭特公園，該報評論家克勞迪婭·卡西蒂（Claudia Cassidy）讚賞蘭沙說：「雖然他帶過了很多細節，但他所擁有的技巧幾乎是不可能靠後天努力可以學得起來的，他深知他的口音所發出的抒情聲線，可以穩穩的抓住觀眾的心，他知道什麼才是真正的歌劇。」
1948年4月，蘭沙為紐奧良歌劇院協會演唱了兩場普契尼的《蝴蝶夫人》，他皆擔任劇中男主角平克頓一角，由沃爾特·赫伯特（Walter Herbert）指揮與阿曼多·安尼尼（Armando Agnini）執導，1948年4月9日，這天晚上是蘭沙在該劇的首演時間。根據《聖路易新聞》的回顧，該評論家勞倫斯·歐帝（Laurence Odel）寫道：「馬利奧·蘭沙這次所飾演的中尉平克頓一角，他表現的相當有氣魄與衝擊力。我們很少能看到這種浪漫主角的男高音，他獨特而美麗的聲音，為他大大的加了分。」1949年，隨著蘭沙這些成功的演出，讓他得以被邀請到紐奧良參加威爾第的作品《茶花女》的演出，他在劇中擔任男高音主角阿爾弗雷多（Alfredo），然而研究蘭沙的傳記作家阿曼多·切薩里（Armando Cesari）對該劇的蘭沙做出評論，寫道：「1949年，這年蘭沙已經陷入了好萊塢機械式的唱法，因此未能體會到這個角色的關鍵作用。」

## 從影歷程
1947年8月，蘭沙在好萊塢露天劇場的音樂會中，引起了米高梅老闆路易·B·梅耶的注意，隨後兩人馬上簽定一張為期七年的電影合約，蘭沙正式加入米高梅電影公司。這對於這個年輕歌手來說，是一個極大的轉折點。合約中把一個為期六個月的工作室託付給蘭沙，並且蘭沙首次被米高梅相信能在這段期間內把蘭沙所擅長的歌劇以及音樂會來跟蘭沙的電影職業做一個結合。1949年5月，蘭沙在RCA勝利者完成第一張商業唱片。其中他還演唱了詠嘆調「你那雙冰冷的小手」（出自於《波西米亞人》），在那之後，蘭沙因之獲得《全國唱片評論家協會》的「年度最佳歌劇唱片獎」。

### 彩鳳朝陽
蘭沙先後主演了兩部電影，分別是《熱吻傾城》與《彩鳳朝陽》，兩部電影蘭沙均與凱瑟琳·格雷森飾演愛拌嘴的一對男女主角，均獲得票房上的成功，並且他在1950年發行的單曲「Be My Love」，讓他的唱片創下三百萬的銷售佳績，他是第一個破這個紀錄的年輕歌手，這段過程中，也為他贏得了極大的聲譽。當蘭沙在米高梅這段期間時，他密切的跟奧斯卡金像獎的大贏家身兼指揮家、作曲家與編曲人的約翰尼·格林工作。1977年，在蘭沙的傳記作家阿曼多·切薩里的採訪指出，格林曾回憶說，男高音之中，雖說蘭扎已經邁向成功的道路，但他選擇的方法是很不安全的，在他變成好萊塢明星前，必須先建立自己的歌劇舞台才行。

「他（蘭沙）已經成為首席男高音，如果這個男高音不是大都會歌劇院的首席男高音，並且來好萊塢只是每季拍張照片的話，那歌劇院才是他那安全的歸屬。」格林說。

### 一代歌王卡羅素
1951年，蘭沙在《一代歌王卡羅素》中飾演傳奇人物恩里科·卡羅素，這一部電影證明了蘭沙再一次驚人的成功，儘管蘭沙沒有演繹出真實的卡羅素。與此同時，蘭沙的知名度與日俱增，他的行事作風也開始大膽起來，他開始去批評一些音樂評論家，當中包括昔日曾經讚賞過他的人。然而蘭沙這次的演出卻博得了恩里科·卡羅素之子小卡羅素的讚賞，深深肯定了蘭沙。1987年，小卡羅素曾在《卡羅素傳之我的父親，我的家庭》中曾提及蘭沙，寫道：「我想不出其他的男高音，無論在馬利奧·蘭沙之前還是之後，究竟有誰能夠比蘭沙更適合挑戰飾演卡羅素生平的傳記電影…而蘭沙與生俱來的嗓音讓他成為本世紀幾十個偉大的男高音之一，這應被定位在一個自然的聲音，也是一種既清晰且令人愉悦的音色，和一種幾乎萬無一失的音樂直覺。」小卡羅素還讚賞蘭沙的節拍與分節法，更用「完美無瑕」的字眼去形容他，以及「慷慨激昂」的表演風格，並補充說：「少數歌手的本領是天生的，這些都是別人無法達到的境界。」最後，又寫道：「蘭沙擅長在古典與流行兩種項目的劇目，他這樣的本領，甚至已經超越了我的父親卡羅素。」

### 學生王子
1952年，蘭沙再為《學生王子》預錄歌曲時，被米高梅解雇。這當中的原因，最常被引用的是，那時蘭沙的體重大幅增加，以致他穿不下那套王子的新衣，故而不能擔任片中男主角。然而，研究蘭沙的傳記作家切薩里和曼纳林均指出，蘭沙當時一開始並沒有超重，而是與該片導演柯蒂斯·伯恩哈特在電影中的一首歌起了意見分歧，導致蘭沙在電影中走下坡。米高梅公司拒絕換掉該片導演伯恩哈特，而這部電影後來以埃德蒙·珀道姆（Edmund Purdom）取代蘭沙，並以蘭沙的聲音配在他身上。諷刺的是，這部電影的導演最終也替換成理查德·托比（Richard Thorpe），蘭沙才再懇求米高梅公司再度換回伯恩哈特當導演，在上一部電影《一代歌王卡羅素》時，兩人還擁有一段良好的工作關係。
蘭沙經過被解雇一事，蘭沙很是沮喪，並且重創了他的自信。蘭沙息影了一年有餘，他一直尋求投靠的地方，期間還酗酒。這段期間內，因為蘭沙前任經紀人錯誤的決定，致使蘭沙投資失敗，害蘭沙幾乎已到破產的狀態，加上蘭沙揮霍的花錢習慣，讓他欠下國稅局25萬美元的債務。

### 小夜曲
1955年，蘭沙回歸電影生涯，出演電影《小夜曲》，由華納兄弟娛樂公司發布。然而這部電影卻沒有他以往的作品來得成功。儘管這部電影有強大的音樂陣容，當中包括詠歎調的《玫瑰騎士》（Der Rosenkavalier）、《費朵拉》（Fédora）、《阿萊城的姑娘》（L'Arlésienne）以及《奧泰羅》（Otello），而且還跟女高音莉西婭·阿爾芭內西在第三幕的《奧泰羅》展現了二重唱。1980年，阿爾芭內西女士說起蘭扎：

我聽說過各式各樣馬利奧的故事。傳聞說他的音域太窄，也有傳聞說他不能學有所成，更有傳聞說他不能唱完一首完整的歌劇；甚至有人說，他不能唱完一首完整的詠嘆調，而是在錄音時把各式各樣的詠嘆調拼接在一起而已。這些都不是真的！他有最美的抒情迫展的聲音。這是一個華麗、美麗且強有力的聲音。我應該知道什麼是歌劇，因為我曾經跟那麼多的男高音對唱過。他擁有一個男高音所需要的一切。這聲音、氣質，完美的口音。..他的發聲是非常穩定的。最重要的是，他需要的是輔佐。一切對他來說都是那麼簡單。他是完美的！

1957年，蘭沙搬到了意大利羅馬居住，他在那裡演出了電影《羅馬七丘》，然後蘭沙又到英國、愛爾蘭和歐洲大陸等地進行一系列受歡迎的音樂會表演。這段期間內，儘管有部分演唱被取消了，最終還是造成他的身體每況愈下，蘭沙不斷收到歌劇、音樂會以及電影的邀請。例如說說1958年，蘭沙就應邀了一場巡迴演唱會，當中就必須巡迴英國、比利時、荷蘭、法國和德國等地。
1958年9月，他在羅馬歌劇院製作了大量的歌劇錄音為他最後一部電影《初墮情網》作為配樂。羅馬歌劇院的藝術總監是里卡爾多·維泰利，維泰利為蘭沙在未來1960年至1961年這段時間，替他在劇院中提供了《醜角》的角色卡尼奧（Canio）的造型。當時蘭沙收到了的斯卡拉大劇院和聖卡羅歌劇院來出價挖角的消息。然而，蘭沙的身體狀況每況愈下，他患有一個男高音身上可能會有的各種疾病，他原本就患有靜脈炎和急性高血壓，而且他老是暴飲暴食以及速成式的節食方法，加上酗酒，加重了他的病情。2012年4月30日，《在邁克爾· 格雷德多元的故事》（英國廣播公司）指出了蘭沙總是激烈的喝到酒醉，導致他承受震顫性譫妄（酒精中毒所引發的症狀），時常出現幻覺。

## 晚年
1959年4月，據報導指出，蘭沙患有輕微心臟病，發作後，在8月又有雙側性肺炎。1959年9月25日，他進入羅馬的瓦萊·朱利亞診所為即將演出的下部電影而減肥。在診所裡，他接受了一項具有爭議的減肥計劃，稱之為「昏暗的睡眠治療法」，患者必須長期被要求保持靜止狀態和注射鎮定劑。10月7日，這日是在他預定卸下治療的前一天，他突然死去，年僅38歲。他的屍體沒有被進行驗屍，但據推測，在他的左腿靜脈炎，蘭沙當時可能因此遭受致命的肺栓塞（可能是因為他長期不動）。而心臟病發作也是另一種罕見的可能性，可能因為蘭沙有高血壓病例史。來參加他的葬禮的有歌手瑪麗亞·卡妮麗亞（Maria Caniglia）和莉迪亞·內羅齊（Lidia Nerozzi）和演員弗蘭科·法布萊齊（Franco Fabrizi）以及恩佐.菲爾蒙特（Enzo Fiermonte）。而美國歌手法蘭克·辛納屈則親切的發電報表示慰問。
而蘭沙的遺孀貝蒂（Betty），與他四個孩子回到好萊塢，但五個月後死亡，年僅37歲。切薩里引用她死亡的原因，根據驗屍官的說法，「是一種呼吸道疾病而引起的窒息，當時她已經接受藥物治療。」1991年，馬克（Marc），是他們最小的孩子，死於心臟病發作，年僅37歲；六年後，科琳（Colleen），是他們的大女兒，在高速公路上被兩輛路過的車輛撞上而死亡，年僅48歲。達蒙（Damon），是他們的長子，2008年8月，死於心臟病發作，年僅55歲。僅剩的子女只有小女兒伊麗莎（Elisa）倖存至今。

## 電影
| 年代 | 片名                     | 中文譯名       | 出品公司             | 備註                        |
| 1944 | Winged Victory           | 翼的勝利       | 二十世紀福斯影片公司 | ∗僅演出配角，飾演合唱團團員 |
| 1949 | That Midnight Kiss       | 熱吻傾城       | 米高梅公司           |                             |
| 1950 | The Toast of New Orleans | 彩鳳朝陽       | 米高梅公司           |                             |
| 1951 | The Great Caruso         | 一代歌王卡羅素 | 米高梅公司           |                             |
| 1952 | Because You're Mine      | 金縷情歌       | 米高梅公司           |                             |
| 1954 | The Student Prince       | 學生王子       | 米高梅公司           | ∗未參與演出，僅幕後配音     |
| 1956 | Serenade                 | 小夜曲         | 華納兄弟娛樂公司     |                             |
| 1958 | Seven Hills of Rome      | 羅馬七丘       | 米高梅公司           |                             |
| 1959 | For the First Time       | 初墮情網       | 米高梅公司           |                             |

## 扩展阅读
- Iodice, Emilio, "A Kid from Philadelphia, Mario Lanza, the Voice of the Poets," Createspace, New York, 2013
- Studwell, William E. "Mario Lanza". In The Italian American Experience: An Encyclopedia, ed. Salvatore J. LaGumina (New York: Garland, 2000) 332–33.
- Lanza, Damon & Dolfi, Bob. Be My Love: A Celebration of Mario Lanza. Chicago, IL, 1999. ISBN 1-56625-129-X.
- Mannering, Derek. Mario Lanza; A Biography. London: Hale 1991.
- Strait, Raymond & Robinson, Terry. Lanza: His Tragic Life. Englewood Cliffs, NJ: Prentice-Hall, 1980.
- Bernard, Matt. Mario Lanza. New York: Macfadded-Bartel, 1971.
- Callinicos, Constantine. . New York, NY. 1960. LCCN 60-12480.
- Bessette, Roland L. . Portland, OR. 1999. ISBN 1-57467-044-1.

## 外部連結
- 馬利奧·蘭沙在互联网电影资料库（IMDb）上的資料（英文）
- 互聯網百老匯資料庫（IBDB）上馬利奧·蘭沙的資料（英文）